# Apomyrma stygia
Apomyrma stygia Brown et al., 1971 è una formica diffusa in Africa occidentale; è l'unica specie del genere Apomyrma e della sottofamiglia Apomyrminae.

## Descrizione

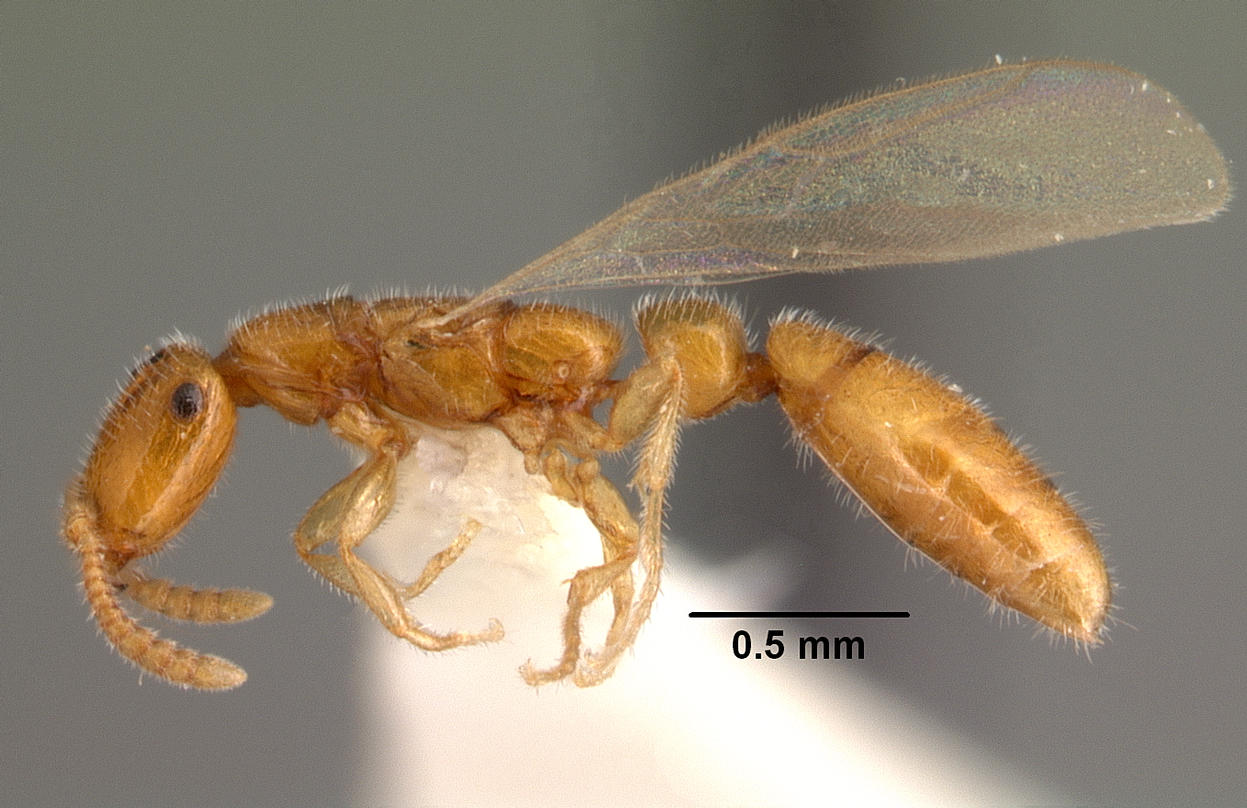
Vista laterale
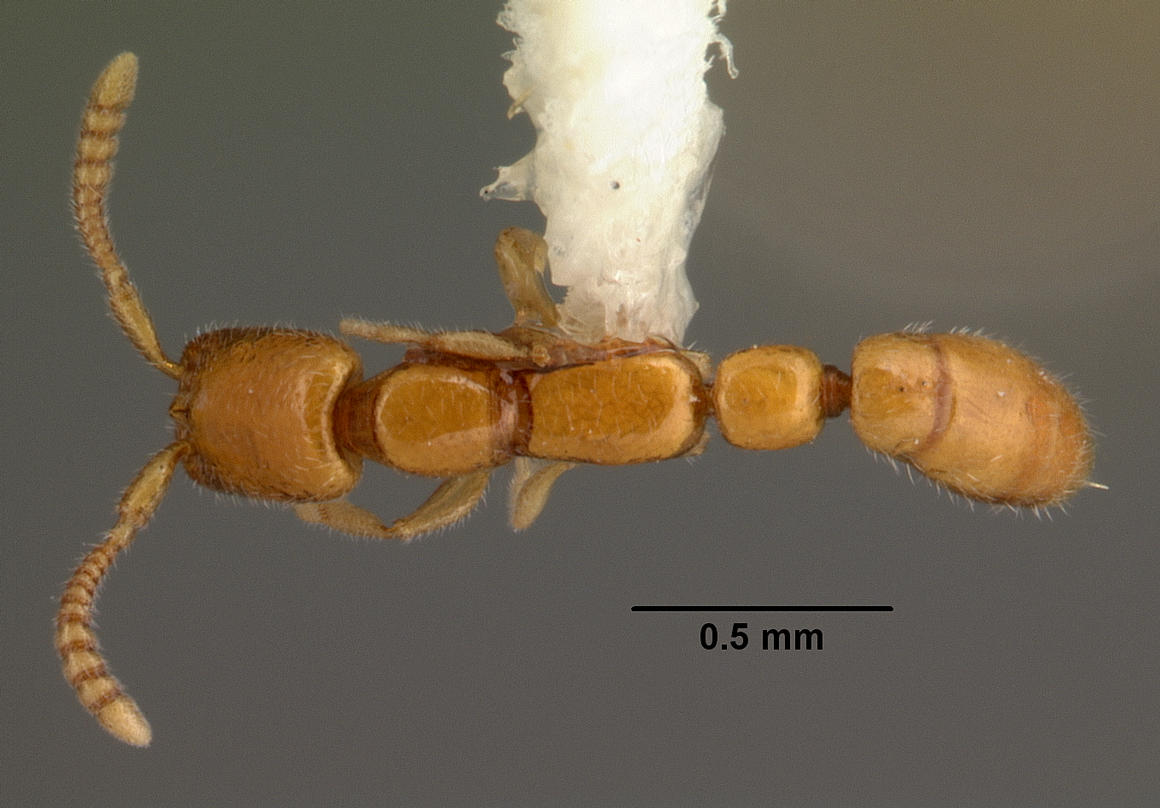
Vista dorsale
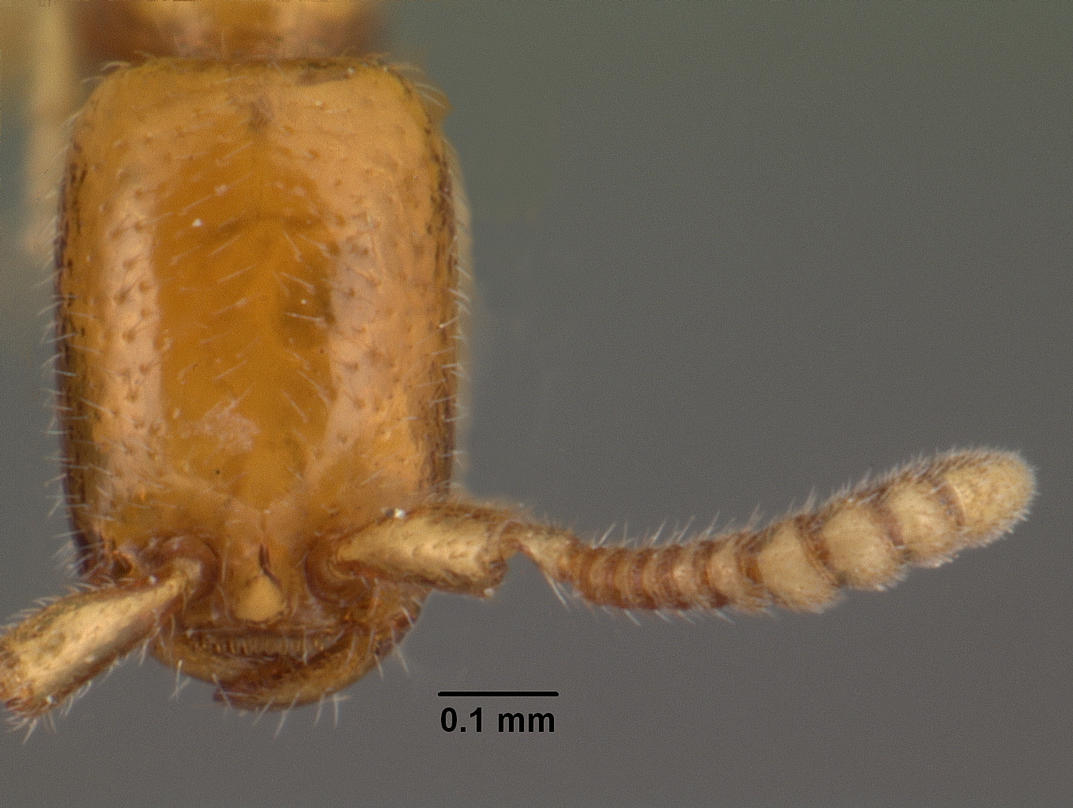
Dettaglio del capo
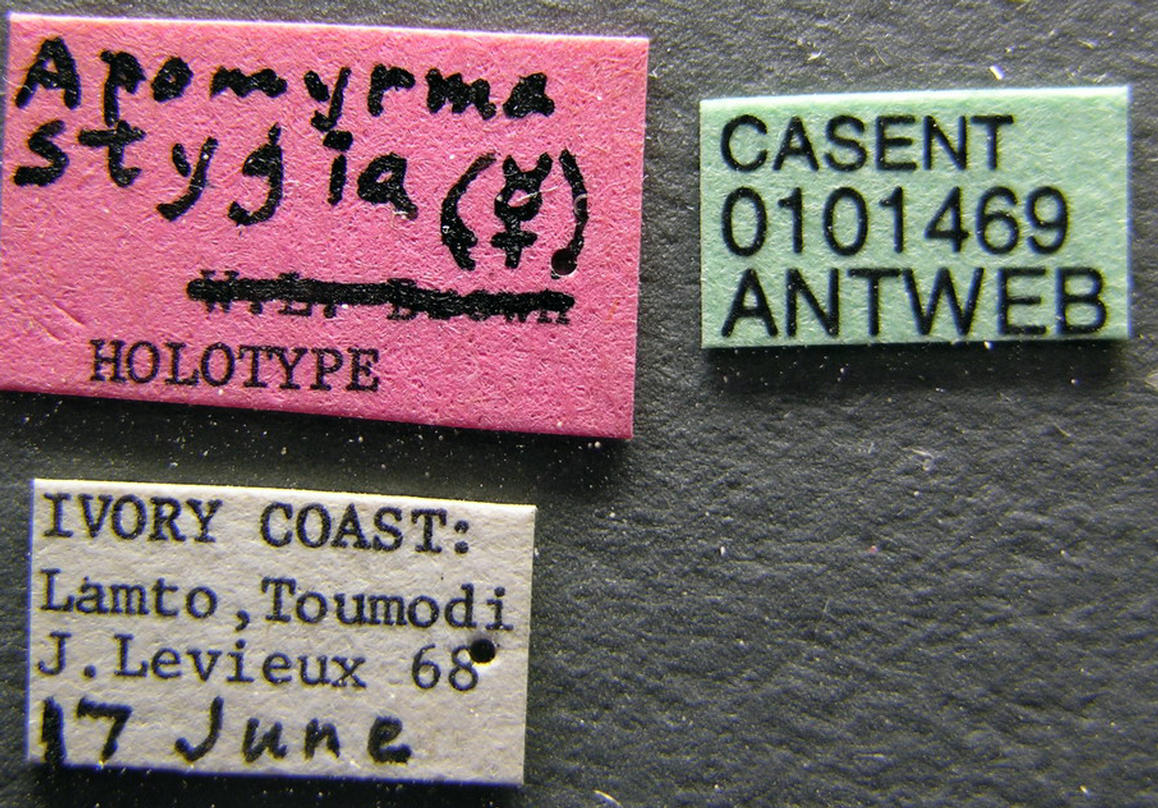

## Biologia
È una specie fossoria che vive in nidi sotterranei ubicati a 10-30 cm di profondità.
In alcuni dei nidi studiati sono stati trovati abbondanti resti smembrati di centopiedi geofilomorfi del genere Schendylurus (Schendylidae), il che fa pensare che queste formiche siano predatori specializzati di tali miriapodi.

## Distribuzione e habitat
La specie è presente in Benin, Camerun, Ghana e Costa d'Avorio.